# Céus abertos
Céus abertos é um conceito da política internacional que prevê a liberalização de normas e regulamentos sobre a indústria da aviação internacional, mais especialmente a aviação comercial - abertura de um mercado livre para a indústria aérea, onde diversos países, através de tratados, cooperam entre si.
É um excelente conceito, desde que haja reciprocidade. Pois o país que dá este direito a outras companhias aéreas de voarem destinos domésticos sem que haja a mesma regra nos outros países simplesmente condena suas companhias à extinção.